# Jacques-Michel Pittier
Jacques-Michel Pittier (* 26. März 1955 in Aigle) ist ein Schweizer Schriftsteller.
Jacques-Michel Pittier ist ein mit diversen Preisen ausgezeichneter Schriftsteller der Gegenwart und gilt z. B. als großer Kenner von Maurice Sandoz, für dessen deutsche Übersetzung „Der Friedhof von Scutati“ (1992) er das Nachwort geschrieben hat.

## Leben
Pittier besuchte die „École normale“ (Grundschule) in Lausanne und studierte an der Universität Lausanne. Er war Chefredaktor der Revue musicale de Suisse romande und moderierte bzw. produzierte auch einige Radio- und Fernsehsendungen.

## Preise und Auszeichnungen
- 1983 Prix Bührle
- 1989 Prix Rambert
- 1990 Prix des Auditeurs
- 1990 RSR-La Première 1990
- 1993 Prix de la Fondation Pierre
- 1993 Louisa Meylan

## Werke (Auswahl)
- 1992: Ein feinsinniges Erschauern. Nachwort zu: Maurice Sandoz: Der Friedhof von Scutati